# Detlef Knorrek
Detlef Knorrek (* 6. Juli 1965 in Langenhagen) ist ein ehemaliger deutscher Judoka, der 1991 eine Bronzemedaille bei der Europameisterschaft gewann.

## Sportliche Karriere
Detlef Knorrek war 1985 Dritter der Junioreneuropameisterschaften in der Gewichtsklasse bis 86 Kilogramm. 1986 belegte er in der offenen Klasse den dritten Platz bei den Militärweltmeisterschaften. Ab 1986 startete der 1,88 m große Knorrek im Halbschwergewicht, der Gewichtsklasse bis 95 Kilogramm. In dieser Gewichtsklasse war er 1987, 1991, 1992, 1993 und 1995 Deutscher Meister.
1988 erkämpfte Knorrek eine Bronzemedaille bei den Weltmeisterschaften der Studierenden. 1989 gewann er mit den offenen belgischen Meisterschaften sein erstes internationales Turnier. 1990 siegte er bei den Goodwill Games in Seattle. Bei den Europameisterschaften 1991 unterlag er im Achtelfinale dem Franzosen Stéphane Traineau, mit drei Siegen in der Hoffnungsrunde sicherte sich Knorrek eine Bronzemedaille. 1992 gewann er das World-Masters-Turnier in München. Bei den Olympischen Spielen 1992 in Barcelona unterlag er in seinem Auftaktkampf dem Rumänen Radu Ivan durch Waza-ari.
1993 belegte Detlef Knorrek den siebten Platz bei den Europameisterschaften. 1994 siegte er in Sankt Petersburg zum zweiten Mal bei den Goodwill Games. Nachdem er mit der deutschen Mannschaft schon mehrere Medaillen bei Teameuropameisterschaften gewonnen hatte, siegte die deutsche Mannschaft 1994 bei den Teameuropameisterschaften und belegte bei den Teamweltmeisterschaften den zweiten Platz hinter den Franzosen. 1995 verteidigte die deutsche Mannschaft den Europameistertitel. Im März 1996 siegte Knorrek beim Grand-Prix-Turnier in Rom, wobei er im Finale den Portugiesen Pedro Soares bezwang. 1996 in Atlanta nahm Knorrek zum zweiten Mal an Olympischen Spielen teil. Nach einem Freilos in der ersten Runde unterlag er in der zweiten Runde Pedro Soares durch Ippon nach 2:14 Minuten. Damit blieb Knorrek bei Olympischen Spielen ohne Sieg.
Knorrek startete für das Judo Team Hannover. Knorreks Tochter Anna Monta Olek ist ebenfalls als Judoka erfolgreich.